# Власов, Василий Викторович
Васи́лий Ви́кторович Вла́сов (род. 15 июня 1953, Новосибирск) — советский и российский врач, ученый в области эпидемиологии и доказательной медицины. Профессор кафедры управления и экономики здравоохранения департамента политики и управления факультета социальных наук НИУ ВШЭ, заслуженный профессор НИУ ВШЭ (2018). Доктор медицинских наук, профессор.

## Биография
В 1976 году с отличием окончил факультет подготовки авиационных врачей Военно-медицинской академии (Ленинград) по специальности «медико-профилактическое дело».
В 1976—1979 годах — врач полка Дальней авиации, м. Зябровка (290 ОДРАП).
В 1979—1988 годах — начальник лаборатории в Иркутском филиале Центрального научно-исследовательского авиационного госпиталя.
В 1988—1995 годы — начальник кафедры авиационной и космической медицины Военно-медицинского факультета при Саратовском государственном медицинском университете. Демобилизовался в звании полковника медицинской службы.
В 1994 году присвоено звание «профессор» по кафедре авиационной и космической медицины.
В 1996—2001 годах заведовал кафедрой в Саратовском государственном медицинском университете.
В 1998—2012 годах входил в состав Формулярного комитета при президиуме РАМН, Московского общества содействия развитию общественного здравоохранения.
В 2001—2006 — профессор кафедры математического моделирования в медицине МФТИ.
С 2004 по 2013 — ведущий научный сотрудник, профессор Московской медицинской академии им. И. Сеченова.
В 2009 году начал работать в НИУ ВШЭ.
В 2018 году присвоено почетное звание Заслуженного профессора НИУ ВШЭ.
Главный редактор журналов «Международный журнал медицинской практики» (2001—2008), «Доказательная медицина и клиническая эпидемиология» (2008—2011).
Входит в состав:
- Европейского комитета экспертов по медицинским исследованиям (European Advisory Committee on Health Research, EACHR, WHO Europe; 20013—2017)[7];
- управляющей группы (Steering group) сети  по поддержке политики здравоохранения, опирающейся на доказательства Европейское регионального бюро ВОЗ (Evidence-informed Policy Network[англ.], EVIPNet, WHO Europe);
- Комиссии РАН по борьбе с лженаукой;
- Комиссии РАН по противодействию фальсификации научных исследований;
- редакционных коллегий журналов:
  - «Заместитель главного врача: лечебная работа и медицинская экспертиза» (2008-2017);
  - «European Journal of Public Health» (с 2009);
  - «Здравоохранение» (с 2010).

## Научная деятельность

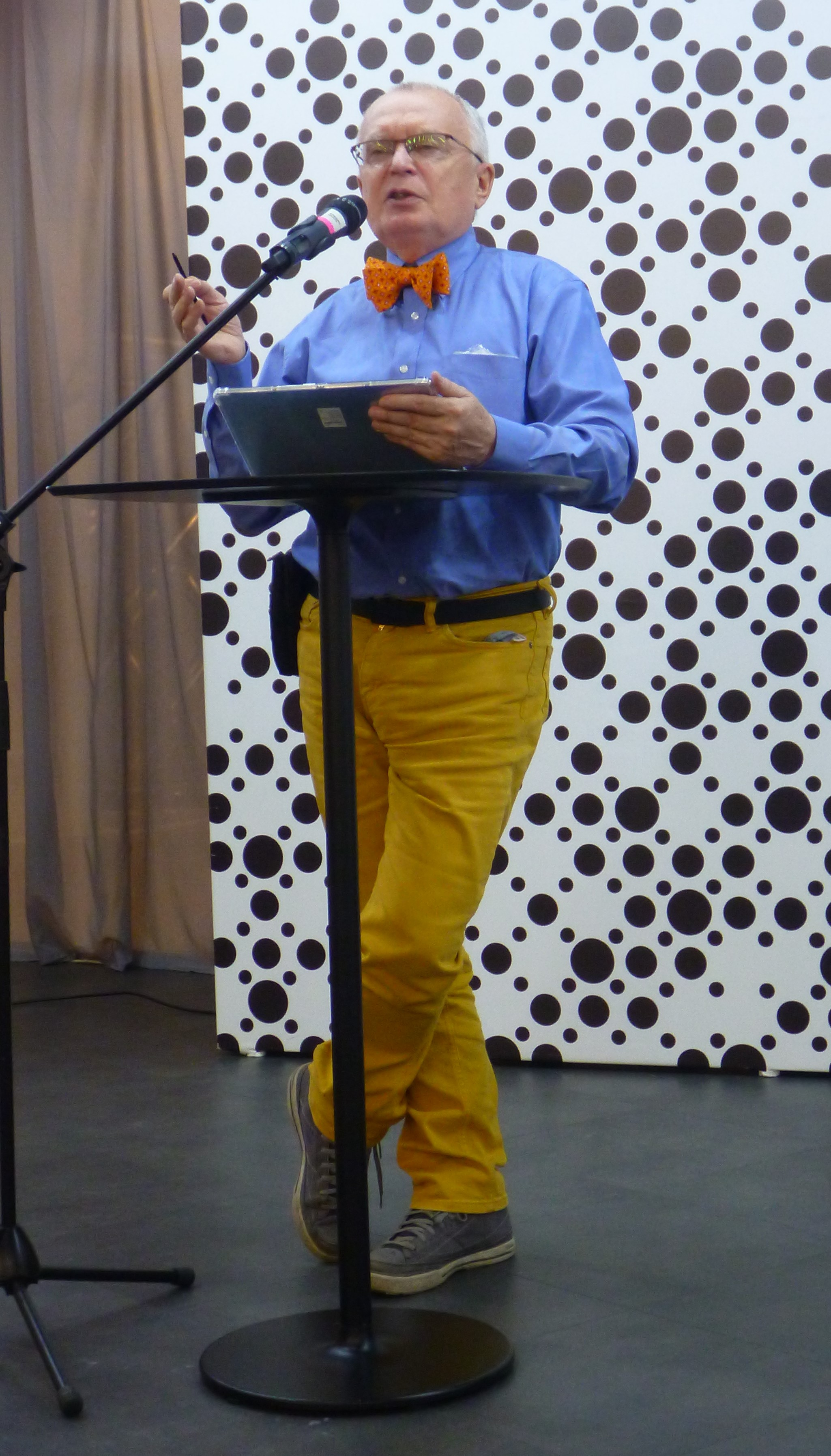
Василий Власов в Ельцин-центре, 15 декабря 2020 года

В 1979 году защитил кандидатскую диссертацию по специальности 14.00.32 Авиационная, космическая и морская медицина, в 1993 — докторскую по специальности 14.01.04 Внутренние болезни, Авиационная, космическая и морская медицина.
Основные направления исследований:
- эпидемиология хронических заболеваний
- гигиена труда,
- трансляционные проблемы (передачи результатов научных исследований для использования в здравоохранении),
- этические проблемы медицины и здравоохранения,
- эффективность систем здравоохранения.

В 2004 г. опубликовал первый русскоязычный учебник современной эпидемиологии. В 2009 г. опубликовал (при поддержке ВОЗ и Открытого института здоровья, с участием ряда со-редакторов) русскую версию Эпидемиологического словаря (ред. Дж. М. Ласт).
В 2013 году в соавторстве с группой экспертов Комитета гражданских инициатив разработал «Основные положения стратегии охраны здоровья населения РФ на период 2013—2020 гг. и последующие годы». Важнейшим элементом реформы здравоохранения РФ по утверждению Власова должно быть обеспечение всего населения лекарствами при амбулаторном лечении.
В. Власов неоднократно заявлял, что в России и СНГ активно рекламируются и используются, а также включаются в государственные перечни (в частности, в российский ЖНВЛП) отечественные и импортные препараты, не обладающие доказанной эффективностью, в том числе препараты, позиционируемые как противовирусные при гриппе и ОРВИ. Среди причин он, как участник Кокрейновского сотрудничества, называет то, что в России клиническими испытаниями препаратов могут заниматься лишь их разработчики (в такой ситуации публикация положительных результатов в несколько раз выше по оценкам публикаций, поданных в FDA), предписанная российскими законами государственная экспертиза докладывает результаты лишь чиновникам, но не публикует их в обязательном порядке, а также невозможность отзыва регистрации лекарств, не имеющих доказанной эффективности.

## Общественная деятельность
Сооснователь и президент (2014-2023) Общества специалистов доказательной медицины (межрегиональной общественной организации)
С 2006 г указывал на необходимость подготовки к возможной эпидемии опасной респираторной инфекции, призывал к накоплению резервов и совершенствованию инфекционной службы.
В 2020-21 годах критиковал Временные методические рекомендации Минздрава РФ, предписывающих врачам способы лечения этого заболевания с использованием апротинина, гидроксихлорохина, азитромицина, плазмы реконвалесцентов, интерферона, фавипиравира, арбидола, против проабортных положений этих рекомендаций.
В марте 2021 года В. Власов высказывался о недостаточности принимаемых правительством противоэпидемических мер и о том, что не следует надеяться только на вакцинацию.
В марте и июне 2021 года высказывался о неадекватности противоэпидемических мер эпидемической ситуации, указывал на необходимость соблюдения физической дистанции между людьми. В июне 2021 года предсказывал, что в третью волну эпидемии заболеваемость будет выше, чем во вторую, из-за фактического отказа от ограничений на собрания, также он говорил о занижении российскими властями данных по заболеваемости.
В июле 2021 года В. Власов выступил на сайте ОСДМ с текстом против включения COVID-19 в «Перечень заболеваний, представляющих опасность для окружающих», в котором предупреждал, что это может стать «основанием для лишения человека права на распоряжения собой и насильственного лечения».
В ноябре 2021 года вместе другими членами Общества специалистов доказательной медицины В. Власов опубликовал комментарий против применения пропусков для вакцинированных и ограничения прав невакцинированных. Авторы этого публичного обращения считают практику применения пропусков вакцинированных (QR-кодов) научно не обоснованной. Призывает ученых к анализу ошибок в политике здравоохранения в подготовке к пандемии и в период пандемии.
В. Власов — соавтор Меморандумов о лженаучности гомеопатии (2017) и астрологии (2023), подготовленных Комиссией РАН по борьбе с лженаукой и фальсификацией научных исследований.
В. Власов был участником сообщества Диссернет,  до 1 июня 2024 года, когда наряду с другими членами сообщества был вынужден его покинуть.

## Семья
Мать — Власова Ольга Ивановна, военный врач .

Отец — Власов Виктор Васильевич, военный врач.

Брат Валентин — академик РАН, биохимик.

Жена Ирина Александровна Власова — журналист.

Дочь Анна Васильевна Власова — врач.

## Публикации
- Власов В. В. Эффективность диагностических исследований. — М.: Медицина, 1988. — 245 с.
- Власов В. В. Медицина в условиях дефицита ресурсов. — М.: Триумф, 2000. — 447 с.
- Власов В. В. Введение в доказательную медицину или Как использовать биомедицинскую литературу для усовершенствования своей практики и исследований. — М.: Медиасфера, 2001. — 392 с. — 3000 экз. — ISBN 5-89084-012-6.
- Информационные технологии для доказательной медицинской практики / Под общ. ред. В. В. Власова. — Баку: Юлдус, 2005.
- Власов В. В. Эпидемиология / Изд. 3-е. — М.: ГЭОТАР-Медиа, 2021.
- Власов В. В., Плавинский С. Л. Варианты лекарственного обеспечения для России: уроки стран Европы и всего мира. — М.: Медиасфера, 2013.
- Власов В. В. Общая врачебная практика: национальное руководство. — Т. 1. — М.: ГЭОТАР-Медиа, 2013.
- Власов В. В., Линденбратен А. Л., Комаров Ю. М. Основные положения стратегии охраны здоровья населения РФ на период 2013—2020 гг. и последующие годы. — М.: Комитет гражданских инициатив, 2013.